# Johannes Klaus
Johannes Klaus, född 19 maj 1847 i Wien, död 20 augusti 1893 i Urfahr vid Linz i Österrike, var en österrikisk målare och grafiker.
Klaus utbildade sig till kopparstickare för Louis Jacoby vid konstakademien i Wien. Genom redaktionen för Tidskrift för bildande konst och konstindustri kallades han och William Unger till Stockholm 1874–1875 för att utföra reproduktioner efter målningar av Rembrandt, Rubens och Chardins verk på Nationalmuseum, Stockholm.